# Susaa-Sejladsen 1942
|  | Denne artikel er oprettet af botten Steenthbot ud fra en ekstern database. Den kan derfor have sproglige fejl eller mangler. Denne skabelon kan fjernes efter kontrol af indholdet. |

Susaa-Sejladsen 1942 er en dansk dokumentarisk optagelse fra 1942.

## Handling
Susaa-Sejladsen, der finder sted d. 9. august 1942, er arrangeret af Næstved Turistforening og Turistforeningen Danmark. 90 kajakker og kanoer sejler fra Tadse Mølle ved Tystrup Sø til Næstved.